# Johannes Moschos
Johannes Moschos (född i Damaskus vid mitten av 500-talet, död senast 619) var en bysantinsk munk som är ihågkommen för hans sammanställning av berättelser om munkars liv i den bysantinska delen av Främre Orienten.
Han blev munk i den helige Theodosios kloster strax utanför Betlehem och företog tillsammans med sin lärjunge Sofronios omfattande resor från Kilikien och Antiochia i norr till Sinaihalvön, Egypten och Alexandria i söder. Under sina resor besökte de många kloster och även munkar och nunnor som levde avsides. Munkarnas liv och religiösa erfarenheter nedtecknades av Moschos som senare sammanställde sitt arbete i Rom, där han också dog. Hans kvarlevor fördes tillbaka till Theodosios kloster i Judeen av lärjungen Sofronios.
Hans skrift Den andliga ängen är i svensk översättning  av  Olof Andrén  utgiven 2002.